# Dipartimento di Antioquia
Il dipartimento di Antioquia è uno dei 32 dipartimenti della Colombia. Il capoluogo del dipartimento è Medellín.
Bagnato dal fiume Magdalena e confinante con il Mar dei Caraibi sul Golfo di Uraba, è quasi completamente montagnoso. Prima della Costituzione del 1886, Antioquia era uno degli stati riconosciuti sovrani sul territorio dello Stato. Una parte di questa autonomia rimane nell'attuale ordinamento statale, soprattutto per quanto riguarda l'autonomia amministrativa.

## Demografia ed etnografia
La popolazione di Antioquia è di 5 601 507 abitanti (censimento del 2005), dei quali più della metà vivono nell'area metropolitana di Medellín.
Le percentuali etniche sono:
- meticci e europei (88,66%)
- afro-colombiani (10,83%)
- amerindi o indigeni (0,51%)
- zingari (marginale)

## Geografia antropica

### Ex province
Prima della riforma costituzionale, il dipartimento di Antioquia era suddiviso in 9 province o subregioni:
- Antioquia Sudoccidentale
- Antioquia Orientale
- Antioquia Nordorientale
- Antioquia Settentrionale
- Antioquia Occidentale
- Bajo Cauca Antioquia
- Magdalena Medio Antioquia
- Urabá Antioquia
- Area metropolitana di Medellín

Con il nuovo ordinamento amministrativo, tale suddivisione è rimasta soltanto per comodità statistica, ma le province non hanno più alcuna autonomia amministrativa.

### Comuni
Il dipartimento di Antioquia si compone di 125 comuni:
- Abejorral
- Abriaquí
- Alejandría
- Amagá
- Amalfi
- Andes
- Angelópolis
- Angostura
- Anorí
- Anzá
- Apartadó
- Arboletes
- Argelia
- Armenia
- Barbosa
- Bello
- Belmira
- Betania
- Betulia
- Briceño
- Buriticá
- Cáceres
- Caicedo
- Caldas
- Campamento
- Cañasgordas
- Caracolí
- Caramanta
- Carepa
- Carolina del Príncipe
- Caucasia
- Chigorodó

- Cisneros
- Ciudad Bolívar
- Cocorná
- Concepción
- Concordia
- Copacabana
- Dabeiba
- Donmatías
- Ebéjico
- El Bagre
- El Carmen de Viboral
- El Peñol
- El Retiro
- El Santuario
- Entrerríos
- Envigado
- Fredonia
- Frontino
- Giraldo
- Girardota
- Gómez Plata
- Granada
- Guadalupe
- Guarne
- Guatapé
- Heliconia
- Hispania
- Itagüí
- Ituango
- Jardín
- Jericó

- La Ceja
- La Estrella
- La Pintada
- La Unión
- Liborina
- Maceo
- Marinilla
- Medellín
- Montebello
- Murindó
- Mutatá
- Nariño
- Nechí
- Necoclí
- Olaya
- Peque
- Pueblorrico
- Puerto Berrío
- Puerto Nare
- Puerto Triunfo
- Remedios
- Rionegro
- Sabanalarga
- Sabaneta
- Salgar
- San Andrés de Cuerquia
- San Carlos
- San Francisco
- San Jerónimo
- San José de la Montaña
- San Juan de Urabá

- San Luis
- San Pedro de los Milagros
- San Pedro de Urabá
- San Rafael
- San Roque
- San Vicente
- Santa Bárbara
- Santa Fe de Antioquia
- Santa Rosa de Osos
- Santo Domingo
- Segovia
- Sonsón
- Sopetrán
- Támesis
- Tarazá
- Tarso
- Titiribí
- Toledo
- Turbo
- Uramita
- Urrao
- Valdivia
- Valparaíso
- Vegachí
- Venecia
- Vigía del Fuerte
- Yalí
- Yarumal
- Yolombó
- Yondó
- Zaragoza